# Matmata
Cet article possède un paronyme, voir Matmatah.
Pour l’article homonyme, voir Matmata (peuple).
Matmata (arabe : مطماطة ) est un village du sud de la Tunisie dépendant du gouvernorat de Gabès.
Même si la Nouvelle Matmata est devenue la principale localité de la région, le centre de la tribu des Matmata reste l'ancien village situé au cœur des montagnes. Le développement urbain et l'exode rural des populations a vidé et désertifié celui-ci au profit de la nouvelle ville moderne.

## Étymologie
Le terme Matmata provient du nom de la tribu berbère des Matmata (en langue berbère Imatmaten),  qui est elle-même descendante des Temzit et longuement décrite par Ibn Khaldoun dans son ouvrage Histoire des Berbères et des dynasties musulmanes de l'Afrique septentrionale. Elle fonde, près d'une source thermale, la ville de Hamma Matmata (actuelle El Hamma). Elle est contrainte de la fuir au cours des invasions des Hilaliens et fonde l'actuelle Matmata dans les montagnes avoisinantes qui portent le même nom. Toutefois, on n'y parle plus berbère, ce qui est encore le cas dans les villages voisins de Taoujout, Tamezret, Techine et Zraoua.

## Géographie

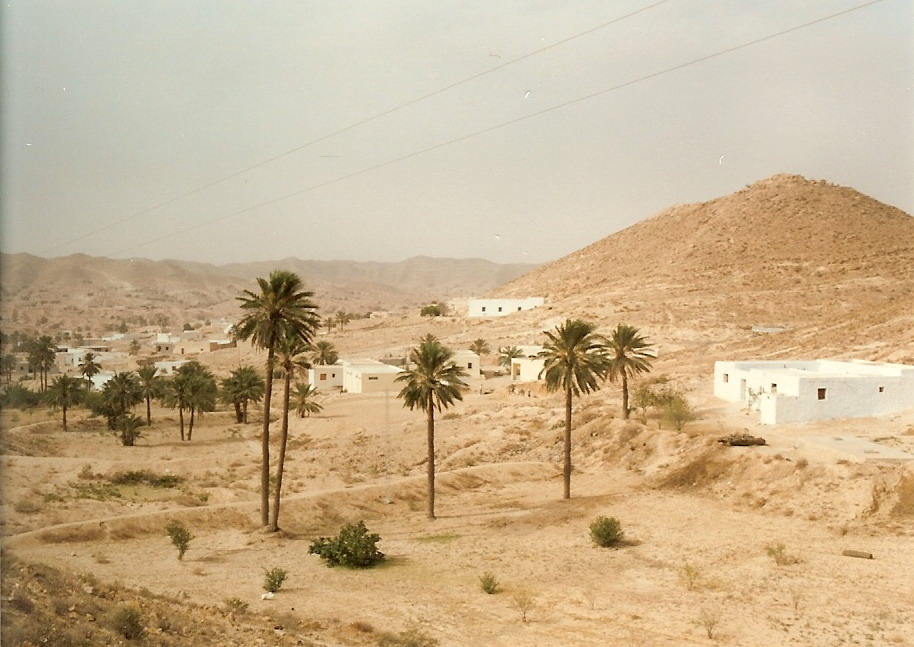
Environnement de Matmata.

Situés au sud-est du Chott el-Jérid, dans les contreforts du Djebel Dahar, les monts de Matmata dominent la vaste plaine de la Djeffara et constituent une cuesta (515 mètres) dégagée dans les roches calcaires et les marnes du Crétacé supérieur et moyen par divers oueds.
Le village se trouve à quarante kilomètres au sud-ouest de Gabès. Accroché à flanc de montagne, à 600 mètres d'altitude, ce village compte 4 075 habitants en 2022. Il est renommé pour ses remarquables habitations troglodytiques qui en font l'un des hauts lieux du tourisme tunisien.

## Histoire
Au cours des bombardements alliés de la ville de Gabès alors aux mains des Allemands plusieurs familles gabésiennes fuient leur ville pour se réfugier dans les maisons troglodytiques de Matmata.
Matmata a aussi été le fief des militants nationalistes tunisiens (fellagas) qui prennent les armes contre le protectorat français sous la conduite de Mohamed Daghbaji, plusieurs de ses compagnons étant originaires de la ville de Matmata.
Juste après l'indépendance de la Tunisie proclamée en 1956, le gouvernement tunisien tente de déplacer les populations des montagnes vers de nouvelles villes installées sur le plateau de l'Aradh (Nouvelle Matmata et Nouvelle Zraoua) mais la majorité de la population préfère garder son logis à proximité de leurs jardins perchés dans les montagnes.

## Habitations troglodytiques
Ce sont des habitations creusées dans les flancs de la montagne autour d'un vaste puits habituellement circulaire. Autour de ce puits constituant la cour de l'habitation sont creusées longitudinalement et en étages les pièces qui serviront pour l'étage inférieur de chambres (camour), de cuisine (matbakh), de bergerie pour les chèvres et d'étables, l'étage supérieur étant réservé pour le stockage (makhzen) des céréales, dattes, olives et figues séchées.

Panorama de Matmata en janvier 2011.

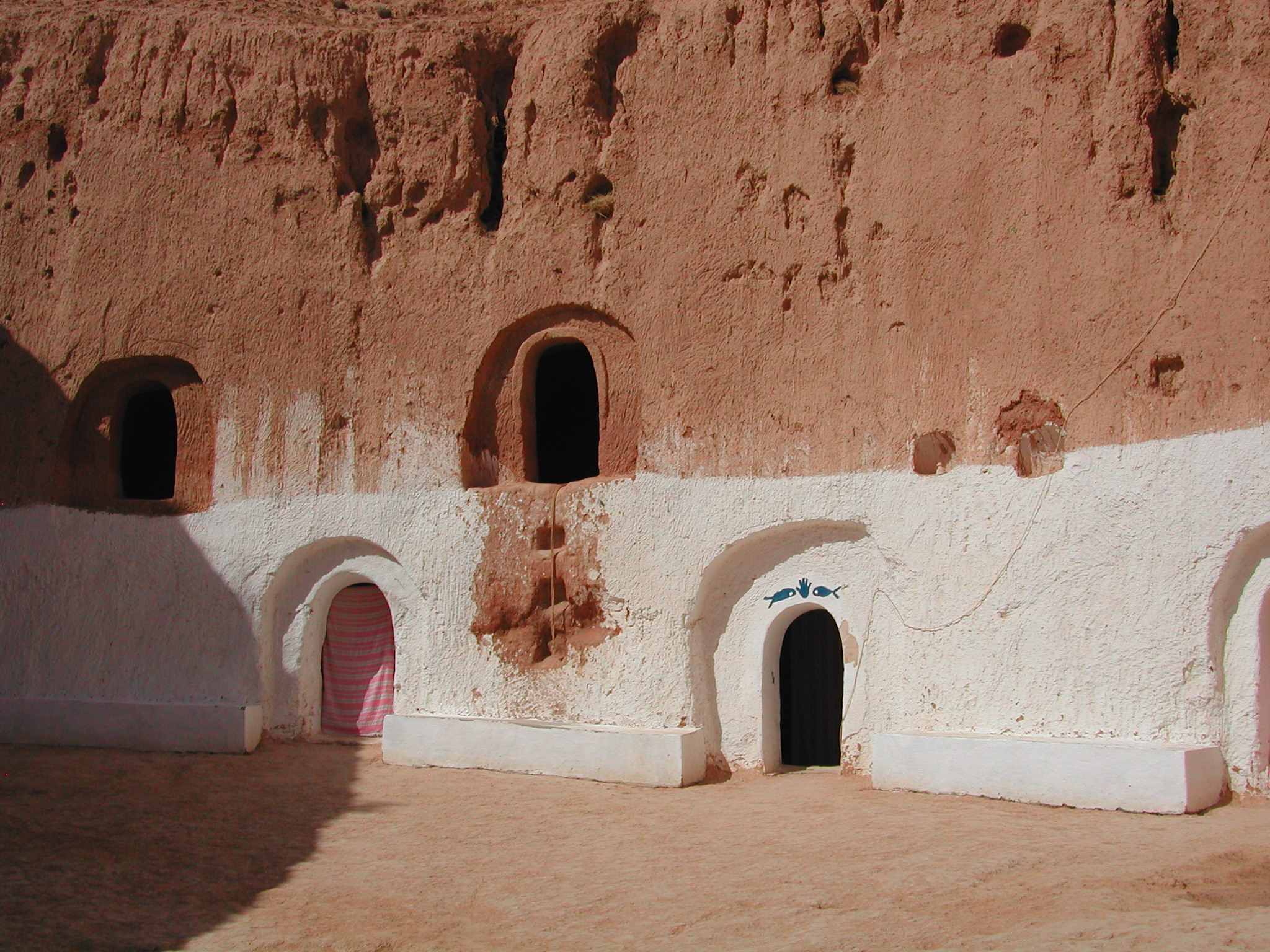
Pièces creusées dans la montagne.

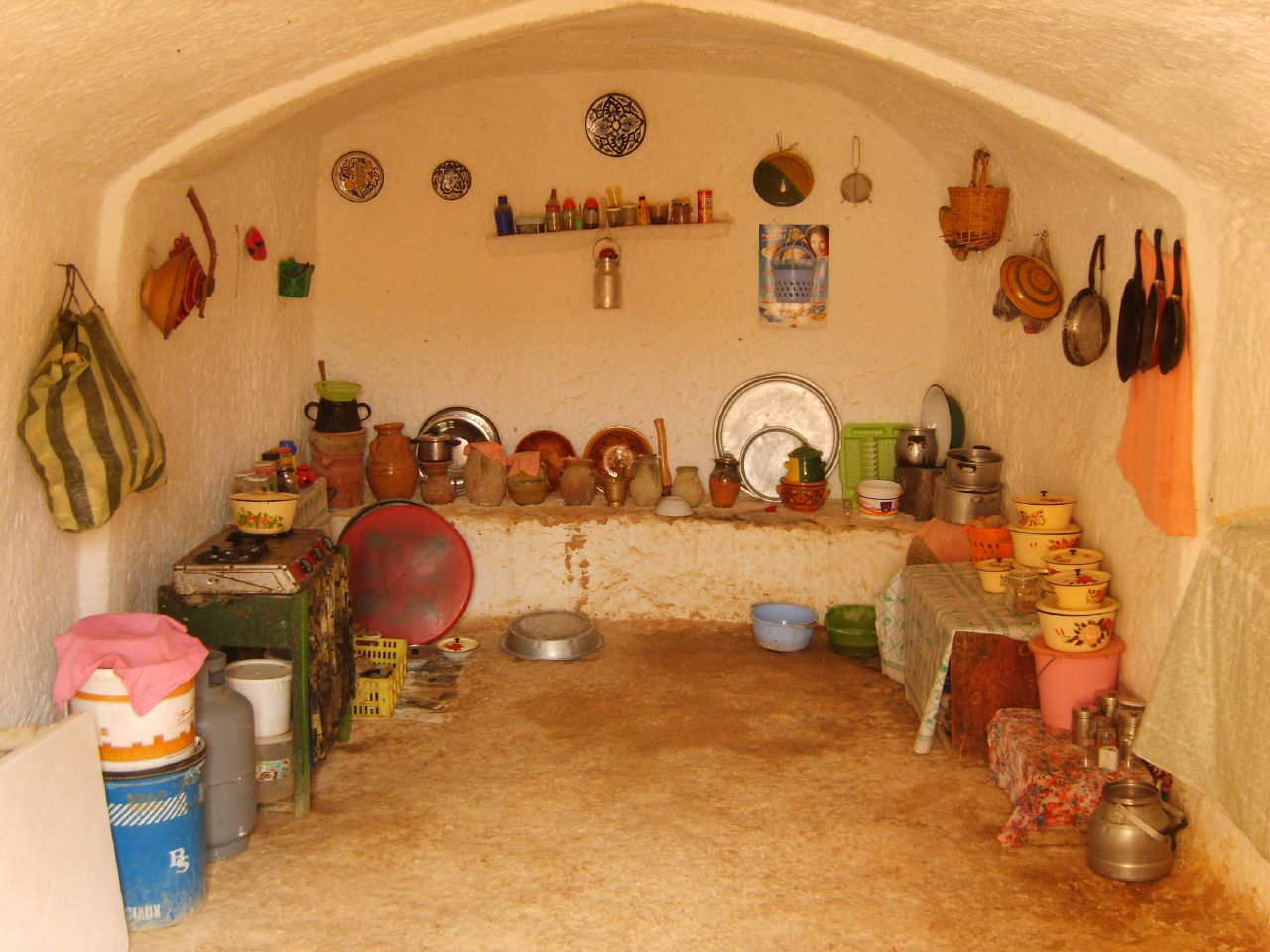
Cuisine traditionnelle.

Dans cette région soumise à de très fortes canicules, plusieurs mois par an, cet aménagement particulier de l'habitat permet de faire pénétrer la lumière dans les pièces souterraines tout en y maintenant de la fraîcheur au plus chaud de l'été. Bien que la température intérieure de ces habitations ne soit pas constante durant toute l'année, comme dans une grotte, les amplitudes thermiques entre l'hiver et l'été y sont assez réduites : une quinzaine de degrés en janvier et 23 à 25 degrés en juillet.
Depuis le niveau naturel du sol extérieur, on descend généralement dans la cour directement au moyen d'un étroit escalier aménagé à flanc de paroi ou éventuellement d'une échelle appuyée contre cette dernière.
On peut aussi pénétrer dans la cour par un couloir souterrain horizontal qui s'amorce un peu en aval dans le flanc de la montagne (car la majorité de ces maisons sont aménagées sur des terrains pentus). Certaines maisons sont assez élaborées avec une succession de cours intérieures auxquelles on accède par des couloirs souterrains partant des logis ou de la cour principale, deux niveaux de pièces superposées, tunnel d'accès en pente douce s'amorçant à partir du rebord supérieur du puits, etc.

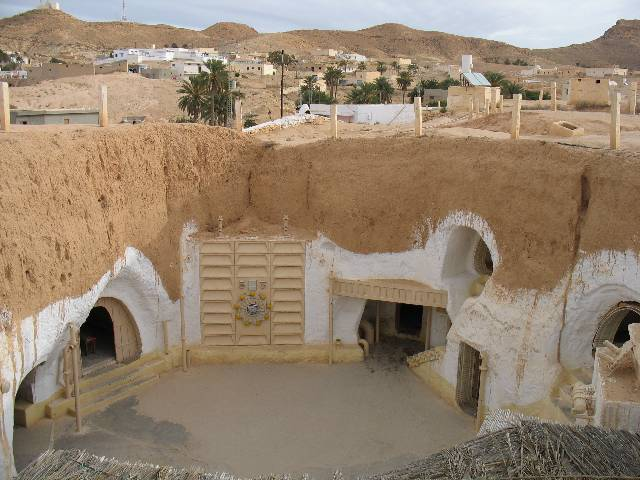
Cour de l'hôtel Sidi Driss.

L'hôtel Sidi Driss sert de décor à Star Wars de George Lucas ; il s'agit de la résidence de la famille Lars où vivent Luke Skywalker, Beru et Owen Lars. Ce type de construction existait déjà il y a 3000 ans : les Phéniciens, qui débarquèrent vers 1200 av. J.-C. l'adoptèrent et les Romains reprirent à leur tour cette conception pour construire des appartements d'été dans leurs villes. Il existe en France un type d'habitat troglodytique fort similaire dans la région de Doué-la-Fontaine où les « caves demeurantes » de forme généralement rectangulaire — c'est ainsi qu'on appelle ces logements souterrains — sont creusées dans les parois de carrières de falun (variété de tuffeau) à ciel ouvert.
Le 10 janvier 2020, le gouvernement tunisien propose cet habitat pour un futur classement sur la liste du patrimoine mondial de l'Unesco.